# The Scorpion King 2: Rise of a Warrior
The Scorpion King 2: Rise of a Warrior {BRPT|Cinema|O Escorpião Rei 2: A Saga de um Guerreiro|O Rei Escorpião - A  Ascensão do Guerreiro}} é um filme estadunidense do gênero aventura e ação, lançado em 2008 e produzido por Stephen Sommers, Jörg Westerkamp, David Wicht, Patti Jackson, com roteiro de Randall McCormick e Stephen Sommers e dirigido por Russell Mulcahy.

## Sinopse
O Escorpião Rei 2 conta a saga do jovem Mathayus (Michael Copon), que desde criança, sonhava em tornar-se um dos guerreiros do Império Acádio, delimitada entre os rios Tigres e Eufrates. Durante gerações, seus guerreiros de elite, Os Escorpiões Negros, se impuseram sobre as tribos vizinhas e conquistaram as destrezas e glórias de guerreiro, o maior deles, era Ashur, o pai de Mathayus, que não queria o mesmo destino para o menino que tinha apenas 13 anos quando esse foi assassinado pelo ambicioso Sargon(Randy Couture), que após tramar também a morte do então rei, ascende ao trono.
Paralelo a subida de Sargon ao trono da Acádia, Mathayus longe da família e amigos, e impulsionado pelo desejo de vingar o sangue de seu pai, se prepara por seis longos anos até tornar-se um nobre lutador, como fora Ashur. Em vez de tornar-se guarda pessoal de Sargon, como era de concedido aos melhores guerreiros, Mathayus busca meios sobrenaturais para destruí-lo, o que humanamente seria impossível mesmo para um excelente guerreiro, pois Sargon é favorecido por poderes das trevas.
Acompanhado por Layla (Karen Shenaz David), uma amiga de infância e por um filósofo-poeta grego (Simon Quarterman), Mathayus embarca nos mistérios da Grécia Antiga, e após derrotar o lendário Minotauro do labirinto, é lançado com seus amigos ao sub-mundo das trevas, onde rouba da deusa maligna Astarte, a Espada com a qual derrota Sargon.
Apesar da paixão disfarçada de implicância entre Mathayus e Layla, ela permanece na Acádia, agora, um reino restaurado e envolvida numa nova era de paz e prosperidade, enquanto Mathayus segue seu destino em busca de satisfazer sua vocação de guerreiro escorpião negro.

## Elenco
- Michael Copon (Mathayus)
- Karen David David (Layla)
- Randy Couture (Sargon)
- Simon Quarterman (Ari)
- Natalie Becker (Astarte)
- Tom Wu (Fong loko)
- Chase Agulhas (Noah)
- Amira Quinlan (Concubina)
- Clodagh Quinlan (Concubina)